# Pseudolasius butteli
Pseudolasius butteli é uma espécie de formiga do gênero Pseudolasius, pertencente à subfamília Formicinae.